# Chemehuevi
Chemehuevi, kolektivno ime za nekoliko srodnih šošonskih skupina američkih Indijanaca koji čine ogranak Južnih Pajuta (Southern Paiutes), naseljeni u stara vremena na istoku pustinje Mohave, a kasnije na Cottonwood Islandu u dolini Chemehuevi, Kalifornija. Kroeber (1925.) im procjenjuje broj na 500 do 800, od čega ih je 1910. preostalo 355, i od toga 260 u Kaliforniji. U novije doba (2000.), njih oko 150 živi na rezervatu Chemehuevi uz jezero Havasu Lake u Kaliforniji. 

## Ime
Sami sebe ovi Indijanci nazivaju Tantawats (Tä'n-ta'wats), u prijevodu  'southern men' , dok naziv Chemehuevi, Swantonu nije poznat i misli da je yumanskog porojekla, dok prema Phil Konstantinu u mohave jeziku znači  'those that play with fish' . Njima susjedni ali nesrodni Yuma Indijanci, nazivali su ih Mat-hat-e-vátch ili  'sjevernjaci'  (=northerners), i kod Pima Ah'alakat ="small bows."

## Plemenske skupine
- Hokwaits, u dolini Ivanpah Valley.
- Kauyaichits, točna lokacija nepoznata.
- Mokwats, u planinama Kingston Mountains.
- Moviats, na Cottonwood Islandu.
- Shivawach (Shivawats), u dolini Chemehuevi Valley.
- Tümpisagavatsits (Timpashauwagotsits), u planinama Providence Mountains.
- Yagats, područje Amargosa.

## Povijest
Kada se zbio prvi kontakt s Chemehuevima nije točno poznato. Godine 1540. rijekom Colorado plovi Alarcon, ali ih ne spominje, barem pod tim imenom. Moguće da je prvi spomen o njima od Francisco Garcésa koji putuje 1775-1776 iz zemlje Yuma u zemlju Mohava. Ovaj putnik spominje plemena Chelemegué, Chemegué, Cuajála, Chemegué, Sevinta i Chemeguaba. Hodge smatra da se imena Chelemegué i Chemeguaba odnose na Chemehueve, dok su ostali Virgin River Paiute i Shivwits. Do kasnih 1820. oni žive zajedno s Halchidhoma Indijancima u zajedničkim selima nekih 15 milja južno od Parkera u Arizoni, odakle su ih tada protjerali Yume i Mohave. Prelaze na zapadnu stranu rijeke gdje su se naselili na mjestu gdje su prije živjeli Halchidhome. Od godine 1864. do 1866. Indijanci postadoše jako agresivni i dolazi do više pojedinačnih ubojstava i rata s Mohavama, pa tu ostadoše negdje do 1867. godine nakon čega bježe u pustinju Mohave do Coachella Valleya, i Twentynine Palms gdje sa Serrano Indijancima dijele Oasis of Mara. Na oazama Twenty-nine Palmsa Chemehuevi žive zajedno sa Serranima, ali za njih se 1867.  utemeljio rezervat Colorado River gdje ih pokušava smjestiti indijanski agent George W. Dent, ali Chemehuevi to odbijaju, i žele živjeti tradicionalnim životom na oazama Twenty-nine Palmsa, i sačuvati svoj jezik i svete običaje. Za šošonska plemena u južnoj Kaliforniji utemeljuje se cijeli niz manjih rezervata. Oni danas poglavito žive na rezervatu Chemehuevi utemeljenom 1907., a ostali na Colorado River s plemenom Mohave; Agua Caliente s Aguas Calientes, utemeljenom 1876; Cabazon 1876; i Morongo, 1877. sa Serrano Indijancima.

## Etnografija
Chemehuevi su ogranak Južnih Pajuta, ali kao stanovnici Kalifornije ne pripadaju i Kalifornijskom, nego kulturnom području Velikog bazena (Great Basin  Arhivirana inačica izvorne stranice od 20. lipnja 2006. (Wayback Machine)), a to je slučaj i sa sjevernijim šošonskim plemenima Owens Valley Paiute, Kawaiisu, Koso  ili Panamint i Eastern Mono i Western Mono. 
Njihova materijalna kultura mnogo nalikuje onoj što je imaju plemena Mohave, Serrano i Cahuilla. Žene su eksperti u košaraštvu, koje po obliku naginje košarama doline San Joaquin više nego onima juže Kalifornije, lončarije ima, ali malo. Luk je napravljen od jednog komada drveta, na krajevima savinut. Strijela je najčešće od trske, rjeđe od vrbe, s vrškom od zašiljenog kremena. –Njihove nastambe su štitnici protiv vjetra i sunca (Kroeber 1925:597-598; Laird 1976:5), koje se javljaju u četiri tipa, i s ravnim krovovima. 
Svoju hranu Chemehuevi su često skladištili u hambare ili glinene posude i čuvali ih u kućama, ili dok bi bili u pustinji, zakapali u tlo ili čuvali i pećinama. Jestivo sjemenje često su čpohranjivali u košarama pokrivši ga krhotinama keramike i smolom grma jedne vrste lareje (Larrea; porodica Zygophyllaceae), poznate kao greasewood. 
Trgovina je postojala, a Chemehuevi su kupovali orlove, osobito, kaže Laird (1976), s plemenima koja su živjela u području Grand Canyona, to su bili Hualapai. Druga njima značajna roba bile su kauri školjke (porodica Cypraeidae) iz kojih su proizvodili nakit za odjeću svojih žena. 
Njihova socijalna struktura je dualni sistem povezan s 'vlasništvom'  koji se demonstrira u dvije nasljedne pjesme. Jedna je  'Pjesma planinske ovce'  i druga  'Pjesma jelena' . 'Planinska ovca' držala je područje zapadno od rijeke Colorado, a ona  'Pjesma jelena'  istočno od iste rijeke. Ove 'pjesme' baštini se patrilinearno, ali nakon dolaska Europljana, muškarac je mogao naslijediti svoju pjesmu od majčinog oca, ako njegov otac nije bio Indijanac i nije imao pjesmu. Ovdje treba reći i da je svaka od 'songova' imala podgrupe sa specifičnom verzijom.

## Vanjske poveznice
- Chemehuevi
- Chemehuevi Baskets
- Chemehuevi Indian Tribe  Arhivirana inačica izvorne stranice od 11. rujna 2007. (Wayback Machine)
- An Online Chemehuevi Dictionary